# Vivienne Westwood

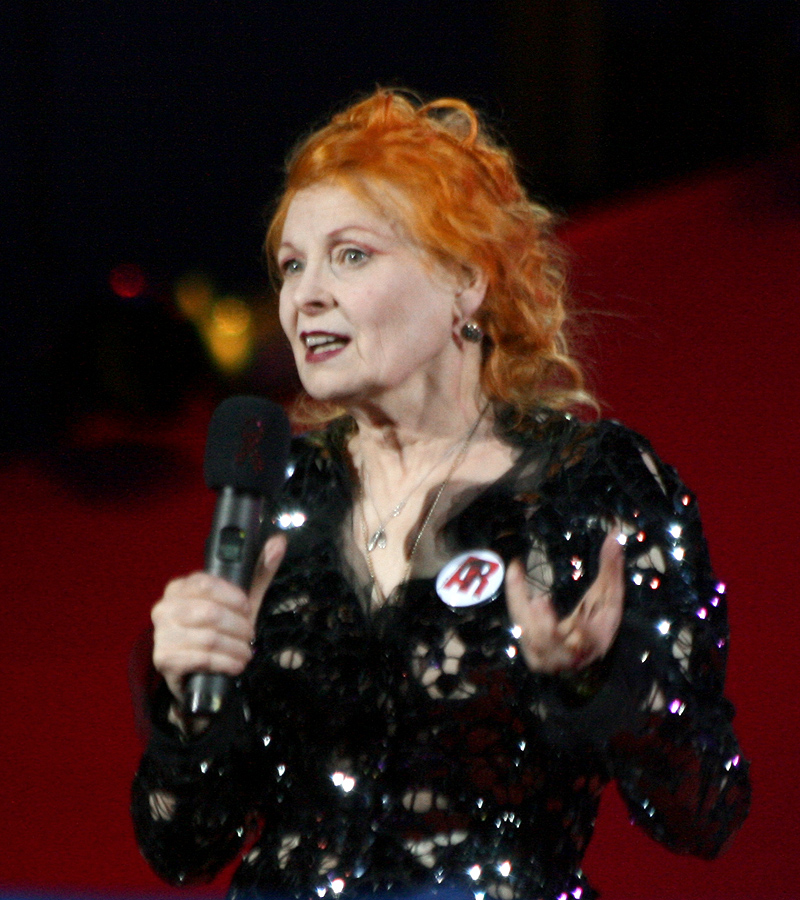
Vivienne Westwood (2011)

Dame Vivienne Isabel Westwood DBE (geb. Swire; * 8. April 1941 Tintwistle, Cheshire; † 29. Dezember 2022 in Clapham, London) war eine britische Modedesignerin. Sie wurde bekannt mit der Erfindung der Punk-Mode Mitte der 1970er-Jahre. Später waren ihre Entwürfe geprägt von neu und exzentrisch zusammengesetzten Kombinationen aus historischer Bekleidung, seltenem Textilgewebe und farbenfrohen Webmustern. Von 1989 bis 2005 nahm sie Lehraufträge für Modedesign an der Universität für angewandte Kunst Wien wahr und arbeitete von 1993 bis 2004 als Professorin an der Universität der Künste Berlin, wo sie zur Ehrensenatorin ernannt wurde. Vivienne Westwood engagierte sich in vielen Initiativen im Bereich von Menschenrechten, Abrüstung und Umweltschutz.

## Leben und Werk

### Herkunft und Ausbildung
Westwood wurde als erstes von drei Kindern in der mittelenglischen Gemeinde Tintwistle (Cheshire, jetzt Derbyshire) dreizehn Meilen östlich von Manchester geboren. Ihre Mutter Dora Ball war Weberin in der örtlichen Baumwollspinnerei, und ihr Vater Gordon Swire kam aus einer Familie von Schuhmachern. 1944 kamen ihre Schwester Olga und 1946 ihr Bruder Gordon zur Welt. Nach dem Zweiten Weltkrieg übernahmen ihre Eltern ein kleines Postamt in Tintwistle. 1958 zog sie mit ihren Eltern nach Harrow (Middlesex, jetzt Greater London), wo diese nun eine größere Postfiliale leiteten. Westwood besuchte die Harrow Art School, wo sie jeweils ein Semester lang Kunst, Mode und schließlich Silberschmiedekunst belegte, doch konnte sie sich als Tochter von Arbeitern noch keine berufliche Zukunft damit vorstellen. Daraufhin machte sie eine Ausbildung zur Lehrerin und unterrichtete ab 1961 an einer Grundschule in Willesden im Norden Londons.
Sie heiratete 1962 den Werkzeugmacher Derek Westwood und hatte mit ihm den Sohn Benjamin „Ben“ Arthur (* 1963). Nach drei Jahren flüchtete sie mit Ben zu ihrer Tante Ethel in Nordwales und ließ sich 1965 von Derek Westwood scheiden. Danach lernte sie den damals 18-jährigen Malcolm Edwards (alias Malcolm McLaren) kennen, einen Freund ihres Bruders, der am benachbarten Harrow Technical College studiert hatte. Mit ihm bekam sie 1967 einen weiteren Sohn namens Joseph Corre und unterrichtete noch bis 1971. Als Mutter zweier Söhne begann sie vermehrt, ihre eigene Kleidung zu schneidern. Seit ihrer Schulzeit interessierte sie sich für das Modemachen und nähte ihre eigene Mode. Sie kopierte Kleidungsstücke, indem sie die Nähte auftrennte und so den Schnitt abnahm. Diese Angewohnheit, den Dingen auf den Grund zu gehen, bewahrte und perfektionierte sie ihr Leben lang. Die Radikalität ihrer Einstellung sollte sich nicht nur auf die Mode beschränken.

### Radical chicund Professionalisierung

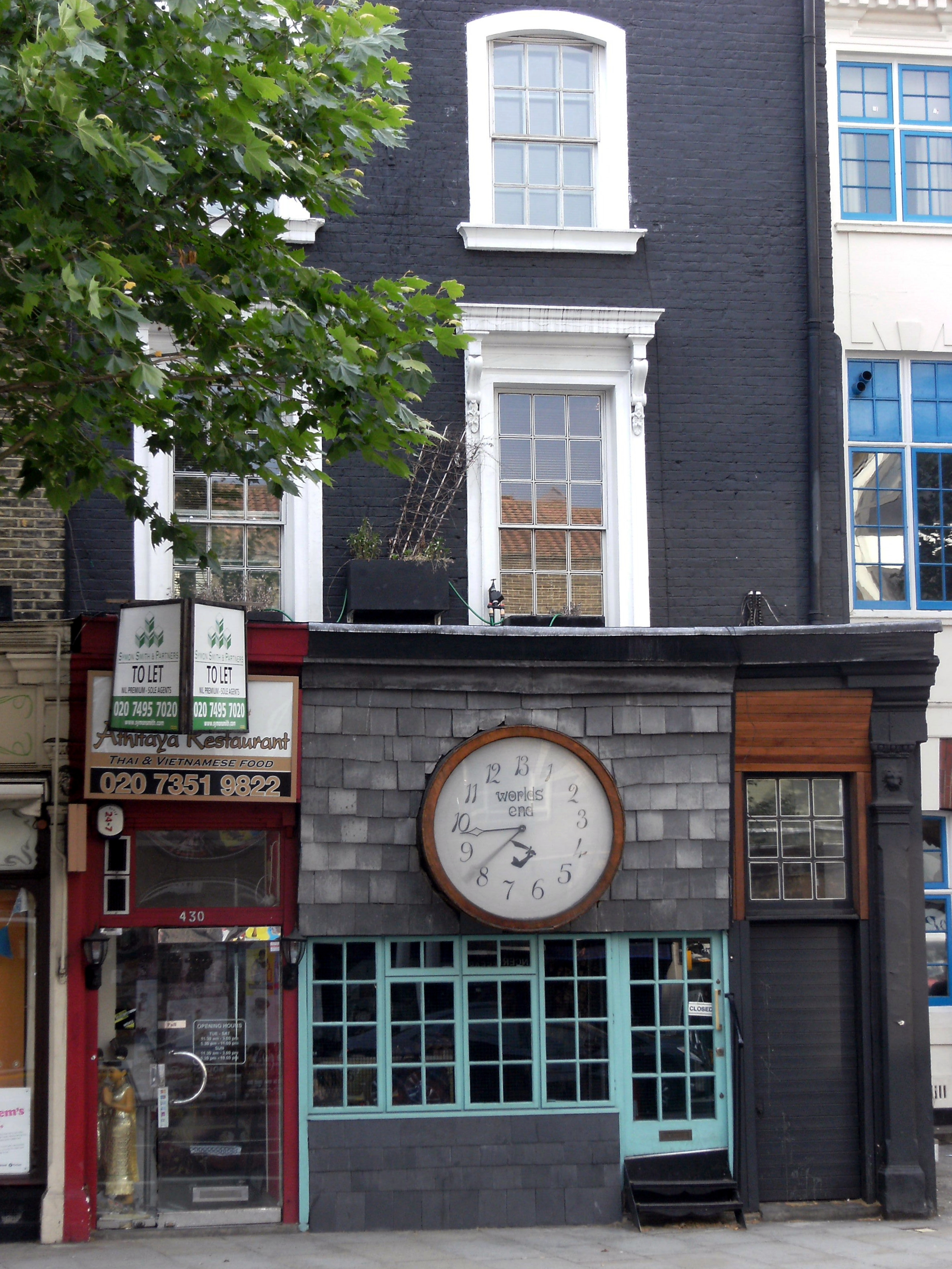
World's End Boutique mit 13-Stunden-Uhr

Die aus der Not geborene Tätigkeit entwickelte sie bald zu einer ansehnlichen Fähigkeit. Daher gründete sie im November 1971 mit ihrem Partner Malcolm McLaren in der Londoner Kings Road 430 ihre erste Boutique unter dem Namen „Let it rock“ in Anspielung an das Chuck-Berry-Lied. McLaren hatte an diesem Ort bereits zwei Monate zuvor mit einem Freund von der Kunstschule, Patrick Casey, begonnen, in dem bisherigen Geschäft namens „Paradise Garage“ seine Mode zu verkaufen, bis der Eigentümer, Trevor Myles, ihm das Ladengeschäft überließ. Der Hauptanteil der Kleidung, zum Teil Second-Hand, richtete sich an „Teds“, da McLaren selbst Teddy-Boy-Anzüge trug und die damals dominante Hippie-Bekleidung verachtete. Westwood entwarf die Modelle und der Schneider Sid Green aus dem East End sowie eine Näherin sorgten für die Anfertigung. Zum Standard-Sortiment gehörten Teddy-Jacketts, enge Hosen und Creepers-Schuhe. Als der Rassismus und Sexismus der Teds immer offensichtlicher wurde, benannten sie den Laden in Erinnerung an den frühen Tod der Schauspielerikone James Dean im Frühjahr 1973 in „Too Fast To Live, Too Young To Die“ um und konzentrierten sich auf Rocker-Mode. Ende 1974 änderten sie den Namen in „Sex“ und das Sortiment wechselte zu Erotikwäsche und S&M-Artikeln. Die Boutique wurde zu einem Treffpunkt der Londoner Punk-Rock-Szene, zu denen unter anderem Sid Vicious und andere Mitglieder der späteren Sex Pistols, die Chelsea-Bandmitglieder oder Mark Stewart gehörten. Die Radikalisierung von Westwoods Weltsicht spiegelte sich auch in der weiteren Namensgebung des Ladengeschäfts: „Seditionaries – Clothes for Heroes“ (dt. „Aufwiegler“, ab 1976) und „World’s End“ (seit 1979). Unter diesem Namen besteht das Ladengeschäft bis heute. 1974 übernahm McLaren das Management der New York Dolls und ein Jahr später das der Sex Pistols.
Westwoods erste professionelle Mode-Kollektion, die sie mit wallenden Hosen und Rüschenhemden an Seefahrern orientierte und „Pirates“ (H/W '81) nannte, schneiderte und präsentierte sie 1981. Diese Unisex-Kollektion und die folgende namens „Savage“ (F/S 82), in der sie Indianer- und Wild-West-Motive interpretierte, zeigte Westwood 1981 als Laufstegmodenschauen im Rahmen der London Designers Collection in der Olympia-Ausstellungshalle. Ihr Ladengeschäft „World’s End“ hatte sie im Piraten-Stil umdekoriert; unter anderem mit einem abgeschrägten Holzdielenboden wie auf einer Galeere. Die Hausfassade des Shops an der Kings Road ziert seither eine überdimensionale Uhr, deren Ziffernblatt 13 Stunden zeigt und deren Zeiger in schnellem Tempo rückwärts laufen.
Ab 1982 ließ Westwood ihre Kollektionen in Paris vorführen, der Welthauptstadt der Mode, und war dort damit die erste englische Modemacherin seit Mary Quant in den 1960er Jahren. Mit der Kollektion „Nostalgia of the Mud“ (bzw. „Buffalo Girls“) näherte sie sich dem Landhaus- und Cowboy-Stil an. Die gezeigten schlammfarbigen, braunen oder khakifarbenen, zum Teil zerschlissenen Textilien sollten gleichzeitig die Rückkehr der post-industriellen Gesellschaft zur primitiven Natur darstellen. Sichtbare Nähte, Kapuzenpullover über voluminösen Röcken, als Oberbekleidung getragene Büstenhalter, der Einsatz von Lammfell und Stickereien sowie große Buffalo-Hüte, wie sie heute Pharrell Williams trägt, waren Hauptelemente der Kollektion. Gleichzeitig eröffneten Westwood und McLaren von März 1982 bis Ende 1983 dazu passend ein zweites Geschäft am St. Christopher’s Place in London, ebenso genannt „Nostalgia of Mud“. Noch 1983 folgte die „Witches“ Kollektion, die ethnische Einflüsse mit Konfektionsmode kombinierte und vom Werk Keith Harings inspiriert worden war.

Firmen-Signet (ohne den Reichsapfel mit Planetenring)

Die folgenden Kollektionen führte Westwood nach der Trennung von ihrem zweiten Ehemann McLaren 1983 gänzlich eigenständig durch. Die Marke Westwood geriet nach der Trennung allerdings in eine finanzielle Krise. Das Ladengeschäft „World’s End“ schloss Westwood und eröffnete es erst 1986 neu. 1984 kam aus finanziellen Gründen ein Lizenz-Vertrag mit Giorgio Armani über die Produktion und Distribution von Westwood-Mode zustande, der dem italienischen Unternehmen für zunächst sieben Jahre die Markenrechte an Westwoods Firma sichern sollte. Der Vertrag wurde allerdings bereits 1987 aufgelöst. In ihrer Sommerkollektion von 1985 namens Mini Crini, mit der sie sich von den breiten Schulterpolstern der 1980er distanzierte, zeigte Westwood schmale Landadel-Jacketts und bauschige Krinolinen im Minirock-Format, für die sie sich von Petruschka (Ballett) hatte inspirieren lassen und womit ihre Modemarke bis heute assoziiert wird. 1986 war Westwood den Modenschauen komplett ferngeblieben und zeigte erst Mitte 1987 nach einer kreativen Auszeit in Italien wieder eine Kollektion. In dieser Zeit erfand sie auch ihr eigenes Unternehmenslogo, das bis heute benutzt wird: ein stilisierter Reichsapfel, wie er auch unter den britischen Kronjuwelen zu finden ist, umgeben von einer Art Planetenring. Den Reichsapfel hatte sie, die trotz ihrer politischen Gesinnung schon immer ein gewisses Faible für alles Royale hatte, zuvor auf einen Pullover gestickt und den Planetenring hatte sie in einer Astronomie-Zeitschrift ihres Sohnes Ben gesehen. Das Logo kam zudem dem Reichsapfel-Firmenzeichen der Harris-Tweed Company sehr nahe, wurde von dieser aber nicht bemängelt, da Westwood den damals als altbacken geltenden Stoff in ihre Kollektionen integriert und ihm bzw. dem damals angeschlagenen Tweed-Unternehmen somit zu neuem Leben verholfen hatte. Harris Tweed unterstützte das Unternehmen Westwood in der Folge sogar finanziell. Die Harris Tweed Kollektion (H/W 1987) markierte mit eleganten und kunsthandwerklich anspruchsvollen Schnitten und Formen einen erneuten Wendepunkt in Westwoods bisheriger Designer-Laufbahn. Das darin gezeigte Korsett Statue of Liberty war das erste, das bei einer Modenschau bis dahin als Oberbekleidung präsentiert worden war.

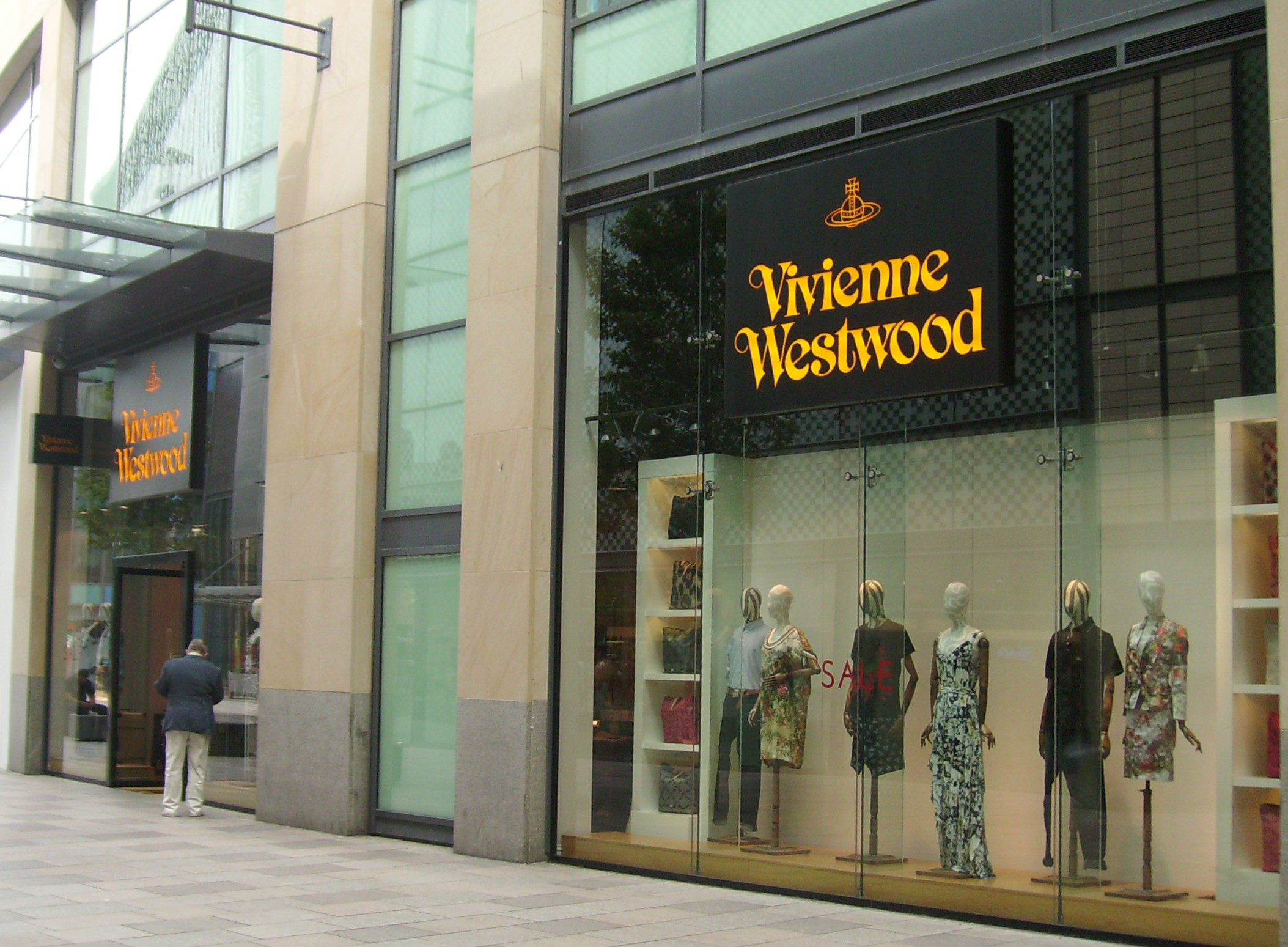
Westwood-Ladengeschäft in Cardiff

Mit „Cut and Slash“ zeigte Westwood 1990 ihre erste vollständige Herrenkollektion in Florenz. Diese wurde 1996 unter dem Namen Vivienne Westwood Man fester Bestandteil ihres Markenportfolios. Zuvor hatte es, schon seit der Zeit mit McLaren, immer wieder Herrenmodelle in den Westwood-Kollektionen gegeben. Bei der Kollektion „Vive la Cocotte“ 1995 verwendete sie typische Erkennungsmerkmale aus der Halbwelt-Mode, wie Transparente Kleidung. In ihrer „Five Century ago“-Kollektion von 1997 inszenierte sie sich selbst als Elisabeth I. Höfische Moden nahm sie immer wieder als willkommene Anregung für eine opulente Neukostümierung der Damen- und Herrenmode. Mitte der 1990er Jahre analysierte sie die femininen Entwürfe der Nachkriegszeit von Christian Dior und setzte diese in überspitzter Weise in ihren eigenen Kollektionen um. So sorgte sie mit hohen Absätzen, Korsetts, hochgeschnürten Busen und betonten Hüften bei den Frauen für mehr erotische Anziehungskraft und bei den Männern mit taillierten Jacken und Pumphosen für mehr Androgynität. Unvergessen bleibt der Sturz von Naomi Campbell während einer Westwood-Laufstegschau auf Plateauschuhen mit 30 cm hohen Absätzen. Viele Stilelemente Westwoods wurden später von anderen Designern aufgegriffen, so etwa von Jean Paul Gaultier. 1999 wurde eine Westwood-Boutique in New York City eröffnet. Die Frühjahr-/Sommer-Kollektion 2008 nannte Westwood 56, um damit gegen die Initiative von Premierminister Gordon Brown zu protestieren, die Zeitdauer, in der Verdächtige ohne Anklage inhaftiert werden können, auf 56 Tage zu erhöhen (Terrorism Bill 2005).

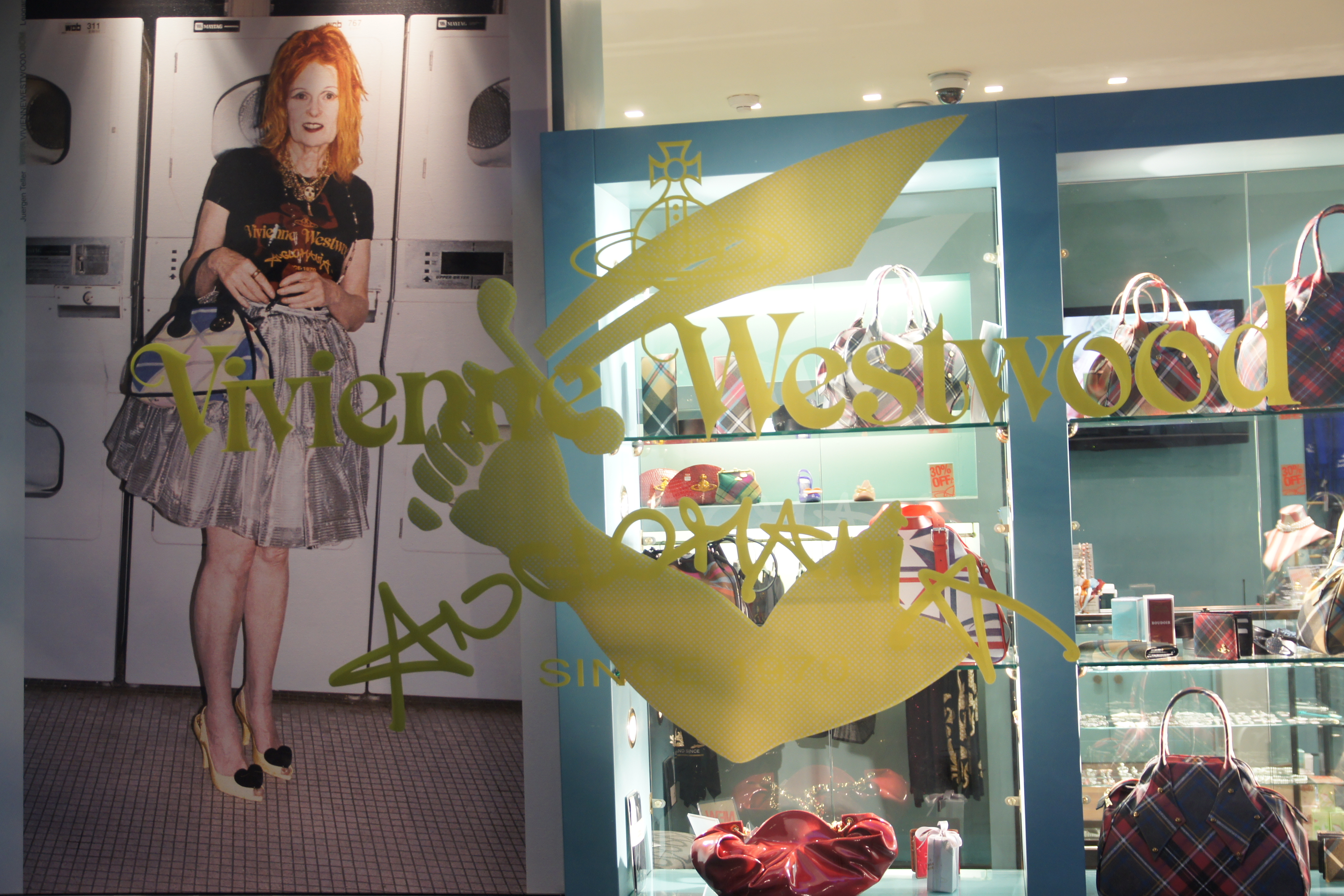
Filiale in Manchester mit Westwood-Fotoposter

2014 entwarf Westwood die Uniformen für die britische Fluggesellschaft Virgin Atlantic.
Zuletzt mochte Vivienne Westwood nicht mehr auf das Label der „Queen of Punk“ festgelegt werden. Sie galt als eine harte Arbeiterin und strenge Kritikerin. Noch 1993 wohnte sie bescheiden in einer Sozialwohnung.

### High Fashion
Mittlerweile gilt Westwood als die führende Institution von Mode made in England. John Fairchild, der damalige Herausgeber des Modeblatts Women’s Wear Daily, erkor sie 1989 neben Yves Saint Laurent, Emanuel Ungaro, Giorgio Armani, Karl Lagerfeld und Christian Lacroix zu einem der sechs wichtigsten Modemacher unserer Zeit. Berühmt wurde sie durch ihre neu und exzentrisch zusammengesetzten Kombinationen von historischer Bekleidung, seltenem Textilgewebe und Webmustern (Dessins). Einer gewissen Vorliebe zu schottischen Karos blieb sie bis zuletzt treu. Auch ethnische Einflüsse verarbeitete sie gerne in ihren Entwürfen. Mode sollte ihrer Auffassung nach die Individualität herausstreichen.

### Vivienne Westwood Opus 2008 in limitierter Auflage
Vivienne Westwoods Opus erschien 2008 auf der London Fashion Week und ist nicht nur ein Teil der Modegeschichte, sondern auch ein einzigartiges Kunstwerk in Buchform in den Maßen 90 cm × 64 cm mit einer limitierten Gesamtauflage von 900 Stück, aufgeteilt in 9 unterschiedliche Einbände und Titel von jeweils 100 Stück, nummeriert von 1 bis 100. Die neun Titel lauten: Manifesto, Cockroach Propaganda, Pirate Squiggle, Propaganda Eyes, I am Expensive, AR-Vivienne Westwood, Innocent, Active Resistance to Propaganda und Union Jack. Die Bücher wiegen je 20 kg und sind damit die größten Modebücher, die jemals veröffentlicht wurden. Darin enthalten: 97 exklusive Bildaufnahmen, die mit der größten Polaroid-Kamera der Welt in einer Größe von jeweils 50 cm × 60 cm entstanden. Die Fotos zeigen Vivienne Westwood, ihre engsten Freunde und Models, unter anderem Naomi Campbell, Kate Moss, Jerry Hall, Georgia May Jagger, die Duchess of York Sarah Ferguson, Tim Burton, Sir Bob Geldof, Jasmine Guinness, Helena Bonham Carter mit deren Signaturen. Sie tragen Designs, welche die Leidenschaft der Kollektionen widerspiegeln. Erschienen im Verlag Kraken Opus, London, 2008.

### Kollektionen

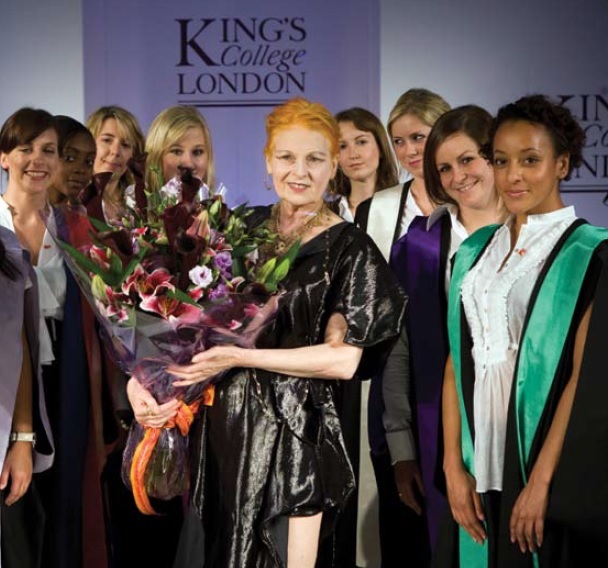
Westwood-Kostüme für das King’s College London, 2008

Folgende Westwood-Kollektionen bestehen:
- Vivienne Westwood Couture
2016 lancierte Maßschneider-Damenkollektion im obersten Preissegment, welche nur im Geschäft in der Londoner Davies Street erhältlich ist.
- Andreas Kronthaler for Vivienne Westwood[20]
Zum Teil handgefertigte, hochpreisige Damen-Luxuslinie für die Modenschauen in Paris; hergestellt in Großbritannien; von 1990 bis 2016 unter dem Namen Gold Label
  - Andreas Kronthaler for Vivienne Westwood Unisex
Unterkollektion seit 2013 mit Bekleidung, die sowohl von Frauen als auch Männern getragen werden kann; bis 2016: Unisex Gold Label
- Vivienne Westwood
Progressive Damenlinie für die Modenschauen in London; hergestellt seit 1989 in Lizenz durch Staff International in Italien; bis 2016 als lässige, trendige Zweitlinie namens Red Label[21]
- Vivienne Westwood Anglomania
Weniger formelle, modische Damen-Brückenlinie; hergestellt seit 1997 in Italien, ursprünglich in Lizenz durch Gruppo GTR, ab 2001 durch Swinger International, seit 2004 durch GFM Industria
- Vivienne Westwood Man
Modische Herrenlinie aus dem Hause Westwood; hergestellt seit 1989 in Lizenz durch Staff International in Italien; unter dem Namen Man seit 1996
- Vivienne Westwood Bridal
Brautmode, sowohl als Prêt-à-porter als auch als Maßschneider-Modelle erhältlich; seit 1992

Die Westwood-Damenmode wurde 1990 in die beiden Kollektionen Gold Label und Red Label aufgespalten: Erstere als hochpreisige Laufstegmode für die Modenschauen in Paris (2016 umbenannt in Andreas Kronthaler for Vivienne Westwood) und letztere als modischere Zweitlinie für die Modenschauen in London (2016 in der neu etablierten Hauptlinie Vivienne Westwood aufgegangen).

### Standorte

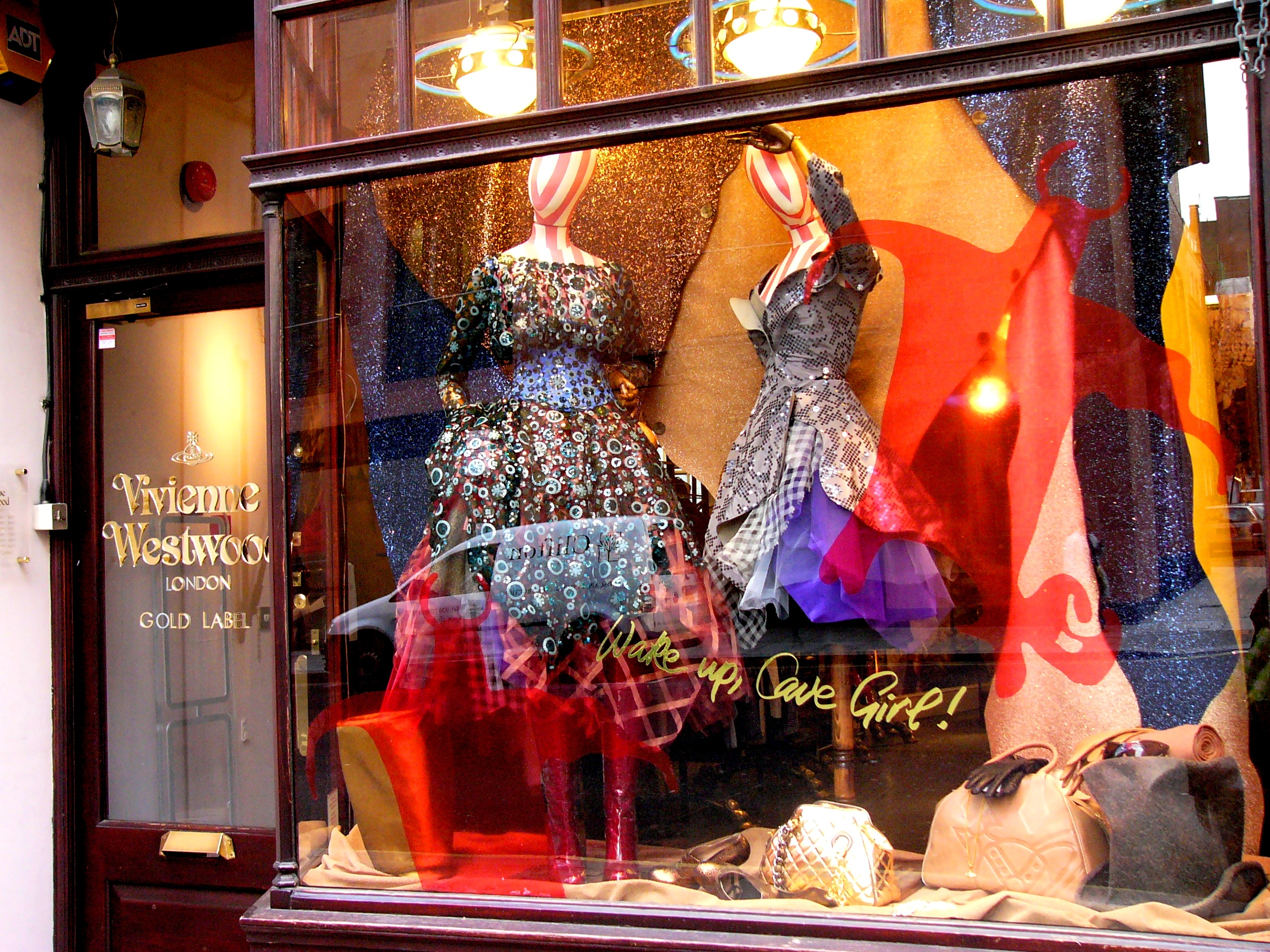
Gold Label Boutique in der Londoner Davies Street

Neben London hat Westwood noch Dependancen in Paris und Tokio, die sie in der Firma Vivienne Westwood gemeinsam mit ihrem Ehemann leitete. Außer Modedesign entwarf sie auch Teegeschirr für Wedgwood und Swatch-Uhren. Schließlich etablierte Westwood neben anderen auch die Damen-Parfümserien „Boudoir“ (1998), „Libertine“ (2000, eingestellt) und „Anglomania“ (2004) sowie die Körperpflegeserie „Les Coquetteries“ (1999, eingestellt). Ein Herrenparfüm ist bislang nicht erschienen.
Im Geschäftsjahr 2016 gab es Vivienne Westwood Boutiquen in London (4), Nottingham, Leeds, Manchester, Newcastle, Liverpool, Glasgow, Cardiff, Wien, Paris, Mailand (2), Los Angeles, Honolulu, Guam, Singapur (2), Bangkok (2), Hongkong (9) sowie zahlreiche Ladengeschäfte und Shops-in-shop in Japan (50), Südkorea (18) und Taiwan (6). Seit 2015 gibt es in Shanghai und Hongkong Vivienne Westwood Cafés, in denen Feingebäck angeboten wird.

### Lehraufträge
1989 wurde sie zur Gastprofessorin für drei Jahre an die Universität für angewandte Kunst Wien berufen, um dort die sogenannte Modeklasse zu leiten. Dort lernte sie den Studenten Andreas Kronthaler kennen und heiratete ihn 1992. Sie lebte mit ihm zusammen in Battersea im Südwesten von London. Kronthaler arbeitet in Westwoods Unternehmen als Designer. Seit 2016 trägt die gehobene Damen-Laufstegkollektion (ehemals Vivienne Westwood Gold Label) seinen Namen: Andreas Kronthaler for Vivienne Westwood.
Von 1993 bis 2005 nahm sie am Fachbereich Modedesign der Universität der Künste Berlin einen Lehrauftrag wahr, bei dem sie in Blockseminaren insgesamt 65 Studierende unterrichtete und diplomierte. Auch hier orientierte sie ihre Schüler im ersten Studienjahr nach historischen Vorbildern. Das Abschlussdéfilé ihrer Diplomanden und das Ende ihres Lehrauftrages feierte man in der Abflughalle des Flughafens Tempelhof.
Mit ihrem Engagement in Berlin förderte sie auch die Möglichkeit von Berlin als zukünftiger Mode-Hauptstadt von Deutschland.

### Kostümbilder
Einen ersten Schritt in die Theaterwelt unternahm sie 1996 als Kostümbildnerin am Wiener Burgtheater. Dort entwarf sie für Die Dreigroschenoper von Bertolt Brecht die Kostüme (Regie: Paulus Manker, Bühnenbild: Erich Wonder) und schrieb eine Paraphrase auf das zweite Dreigroschenfinale „Denn wovon lebt der Mensch“.
Für das Neujahrskonzert der Wiener Philharmoniker 2014 entwarf Westwood die Kostüme für die Balletttänzer, die im renovierten Stadtpalais Liechtenstein tanzten. Der in der Konzertpause gezeigte Film Backstage warf einen Blick hinter die Kulissen und sah unter anderem Kronthalers Arbeit an den Kostümen zu.

### Frieden, Menschenrechte, Umwelt- und Tierschutz
Westwood forderte unter anderem die Freilassung von Leonard Peltier und die Schließung des Gefangenenlagers von Guantánamo Bay.
Wegen der geplanten Verschärfung der Anti-Terror-Gesetze in Großbritannien hatte die Modemacherin im September 2005 für die britische Bürgerrechtsorganisation Liberty ein Hemd mit der Aufschrift entworfen: „Ich bin kein Terrorist. Bitte nehmt mich nicht fest.“ Mitte März 2007 protestierte sie mit Annie Lennox und Bianca Jagger gegen eine Neuanschaffung von Atom-U-Booten.
Nach einem Gespräch mit der Tierrechtsorganisation PETA entschloss sich Westwood im Oktober 2007, keine Tierfelle mehr für ihre Kostüme und Accessoires zu verwenden.
Am 11. November 2007 machte Westwood im Rahmen der „Berliner Lektionen“, einer Matinee-Reihe der Berliner Festspiele und der Bertelsmann AG, ihr politisches Manifest „Active Resistance to Propaganda“ bekannt. Sie rief darin zum Widerstand gegen Propaganda jeglicher Art und zu Konsumverzicht auf und vermittelte dies in fiktiven Dialogen zwischen Alice (im Wunderland), Pinocchio, Aristoteles und anderen. Weiterhin plädierte sie darin für klassische Bildung und distanzierte sich von abstrakter Kunst: „Every time I read a book instead of looking at a magazine, go to the art gallery instead of watching TV, go to theatre instead of cinema, I fight for Active Resistance to Propaganda.“ Die Presse-Reaktionen waren verhalten, und die Bewertungen erstreckten sich von „charmant-naiv“ bis „konservativ-elitär“.
Mit einer Benefizaktion unterstützte Westwood ab November 2012 Julian Assange und Wikileaks. Den Erlös ihrer T-Shirts für 45 € beabsichtigte sie an Wikileaks weiterzugeben. Im Februar 2016 machte sie öffentlich, dass sie jeden ersten Donnerstag im Monat Assange in seinem Asyl in der ecuadorianischen Botschaft von London besuchte. Sie lerne durch Fragen an ihn und fügte hinzu, dass er mehr darüber wisse, was in der Welt vor sich gehe, als irgendjemand sonst, den sie je getroffen hätte. Im Juni 2016 widmete Vivienne Westwood ihre Präsentation für Männermode in Mailand Julian Assange und trat mit ihrem Assange-T-Shirt auf. Bei Assanges Hochzeit mit Stella Morris im März 2022 im Hochsicherheitsgefängnis Belmarsh trugen die Brautleute mit einem auf einem schottischen Kilt basierenden Gewand bzw. einem Kleid mit Graffiti-Design, Entwürfe von Westwood und ihrem Mann, dem österreichischen Modedesigner Andreas Kronthaler.
2012 spendete Westwood eine Million Pfund für die Umweltschutzorganisation Cool Earth für den Erhalt der tropischen Regenwälder. Bis 2016 spendeten sie und ihr Mann Andreas Kronthaler 1,5 Mio. Pfund für das Projekt mit einheimischen Völkern als Waldschützer. Sie konnten dazu weitere Prominente gewinnen wie etwa Kate Moss, Georgia May Jagger und Stephen Fry.
2013 unterstützte Westwood die Kampagne der Menschenrechtsorganisation Survival International zum Schutz der Awá. Mit ihrem Fotoportrait rief sie zum Schutz dieses indigenen Volkes auf.
Im Juli 2015 initiierte sie mit Greenpeace eine Protestaktion gegen die Erdölbohrungen von Shell in der Arktis. Viele Prominente schlossen sich der Aktion an, ein Unterschriftenaufruf im Internet erbrachte bis Anfang 2018 die Zustimmung von rund 8,7 Millionen Menschen weltweit.

### Privatleben
Vivienne Westwood war seit dem 14. Mai 1992 mit dem Tiroler Andreas Kronthaler (* 1966) verheiratet, der bei ihr Modegestaltung an der Wiener Universität für angewandte Kunst studiert hatte.  Westwood lebte 30 Jahre lang bescheiden in einer Sozialwohnung in Clapham, doch 2000 konnte Kronthaler seine Frau zu einem Umzug in ein Anwesen im Queen-Anne-Style von 1703 bewegen. Das Haus gehörte einmal der Mutter von Captain Cook. In ihrer Freizeit las sie Zeitungen und Zeitschriften, aber schaute fast kein Fernsehen und machte gerne Gartenarbeiten.
Westwood hatte zwei Söhne aus zwei Beziehungen, mit Derek Westwood den Sohn Benjamin Arthur (Ben) und mit Malcolm McLaren den heutigen Modeschöpfer Joseph Corre.
Sie starb am 29. Dezember 2022 im Alter von 81 Jahren in Clapham, London im Kreise ihrer Familie.

## Auszeichnungen
- 1990 und 1991: britische Modeschöpferin des Jahres
- 1992: Officer of the Order of the British Empire (OBE)
- 1996: Bambi
- 2004: Women’s World Award – World Fashion Award
- 2005: Ehrensenatorin der Universität der Künste (UdK) Berlin
- 2006: Dame Commander of the Order of the British Empire (DBE)
- 2015: Peta UK Vegan Fashion Award[52]
- 2019: Europäischer Kulturpreis Taurus
- 2021: Lifetime Achievement Award der GREEN AWARDS[53]

## Filme
- Vivienne Westwood. Dokumentarfilm, Großbritannien, 1990, 51 Min., Buch und Regie: Gillian Greenwood, Produktion: London Weekend Production, ITV, Vertrieb: Arthaus Musik GmbH 2008, ISBN 978-3-939873-35-8, Besprechung auf kino-zeit.de.
- Willemsens Zeitgenossen: Vivienne Westwood. Gespräch und Modenschau, Deutschland, 1996, 30 Min., Moderation: Roger Willemsen, Produktion: Noa Noa, ZDF, Filminhalt von Willemsen. (Memento vom 27. Januar 2016 im Internet Archive). 
 In den Zwischenszenen eines Gesprächs in Westwoods Atelier werden ihre Mode und Schuhe zur Illustration gezeigt.
- Vivienne Westwood. Do it yourself! Fernseh-Dokumentation, Frankreich, Großbritannien, 2010, 58 Min., Buch: Jean-Marie und Letmiya Sztalryd, Regie: Letmiya Sztalryd, Produktion: Oooh Weee, arte France, deutsche Erstsendung: 26. Mai 2012 bei arte, Filminformationen von ARD, online-Video von Oooh Weee.
- Backstage – Das Neujahrskonzert 2014. Dokumentar- und Tanzfilm, Österreich, 22:30 Min., Regie: Felix Breisach, Produktion: ORF, Erstsendung: 1. Jänner 2014 in ORF2, Inhaltsangabe mit Modefotos vom Kurier, online-Video.
- Westwood: Punk, Icon, Activist. Dokumentarfilm, Großbritannien, 2017, 78 Min., Buch und Regie: Lorna Tucker, Produktion: Finished Films, Dogwoof, Tdog Productions, Passion Pictures, Filmpremiere beim Sundance Film Festival 2018, Filmdaten, Besprechung. Mit Vivienne Westwood, Andreas Kronthaler, Joseph Corre, Carlo D’Amario, Kate Moss, Naomi Campbell.
- Art Lovers Unite! Vivienne Westwood & Dacob. USA, 2023, 76 Minuten, Regie: Patrick J. Thomas, Dokumentarfilm.

## Ausstellungen
- Victoria and Albert Museum, London, 1. April – 18. Juli 2004.[54]
- NRW-Forum, Düsseldorf, 6. Februar – 14. Mai 2006.[55]